# Либан на Светском првенству у атлетици на отвореном 2017.
Либан је учествовао на Светском првенству у атлетици на отвореном 2017. одржаном у Лондону од 4. до 13. августа шеснаести пут, односно учествовао је на свим првенствима до данас. Репрезентацију Либана представљао је 1 атлетичар који се такмичио у трци на 110 метара са препонама.,.
На овом првенству такмичар Либана није освојио ниједну медаљу нити је остварио неки резултат.

## Учесници
Мушкарци:
- Ахмад Хазер — 100 м

## Резултати

### Мушкарци
| Атлетичарка | Дисциплина    | Лични рекорд | Квалификације | Квалификације | Полуфинале           | Полуфинале           | Финале               | Финале       | Детаљи |
| Атлетичарка | Дисциплина    | Лични рекорд | Резултат      | Место         | Резултат             | Место                | Резултат             | Место        | Детаљи |
| ----------- | ------------- | ------------ | ------------- | ------------- | -------------------- | -------------------- | -------------------- | ------------ | ------ |
| Ахмад Хазер | 110 м препоне | 13,87        | 14,51         | 8. у гр. 1    | Није се квалификовао | Није се квалификовао | Није се квалификовао | 38 / 39 (41) |        |